# Kosma II Medyceusz
Cosimo II de’ Medici (ur. 12 maja 1590, zm. 28 lutego 1621) – wielki książę Toskanii, panujący w latach 1609–1621.

## Życiorys
Kosma urodził się jako najstarszy syn wielkiego księcia Toskanii Ferdynanda I i Krystyny Lotaryńskiej. Będąc następcą książęcego tronu miał zapewnioną najlepszą edukację: za sprawą jego ojca w latach 1605–1608 jego wychowawcą był Galileusz. W roku 1608 książę Ferdynand zaaranżował jego małżeństwo z arcyksiężniczką Marią Magdaleną Habsburg, córką arcyksięcia Karola II Styryjskiego. Książęca para doczekała się ośmiorga dzieci, w tym następcy toskańskiego tronu, arcyksiężnej Austrii, księżnej Parmy oraz dwóch kardynałów.
Ojciec księcia Kosmy zmarł w 1609 roku. Z powodu słabego zdrowia Kosma nie był w stanie brać aktywnego udziału w rządzeniu swym księstwem. W 1610 roku Galileusz poświęcił swe dzieło Siderus Nuncius swemu dawnemu wychowankowi. Odkryte wtedy cztery księżyce Jowisza astronom nazwał gwiazdami medycejskimi ku czci Kosmy i jego trzech braci. Obecnie rzeczone księżyce nazywane są galileuszowymi. Jawne uznanie przez Galileusza heliocentrycznej teorii Mikołaja Kopernika doprowadziło do skazania go przez Trybunał Rzymskiej Inkwizycji na dożywotni areszt domowy, który spędził m.in. w willi Medyceuszów w Pincio.
Wielki książę znacząco rozbudował flotę Wielkiego Księstwa. Zmarł 28 lutego 1621 roku na gruźlicę. Jego następcą został nieletni syn, książę Ferdynand II. Zgodnie z życzeniem księcia Kosmy po jego śmierci regencję w księstwie sprawowała jego matka i żona.

## Potomstwo
19 października 1608 roku, poślubił Marię Magdalenę Austriaczkę, z którą miał ośmioro dzieci:
- Marię Krystynę (ur. 24 sierpnia 1609, zm. 9 sierpnia 1632);
- Ferdynanda II (ur. 14 lipca 1610, zm. 23 maja 1670), wielkiego księcia Toskanii;
- Giancarlo (ur. 24 lipca 1611, zm. 13 stycznia 1663), kardynała;
- Małgorzatę (ur. 31 maja 1612, zm. 6 lutego 1679), księżna Parmy;
- Matteo (ur. 9 kwietnia 1613, zm. 14 października 1617);
- Franciszka (ur. 16 października 1614, zm. 25 lipca 1634);
- Annę (ur. 21 lipca 1616, zm. 11 września 1676), arcyksiężną Austrii;
- Leopolda (ur. 6 listopada 1617, zm. 10 listopada 1675), kardynała.

## Galeria

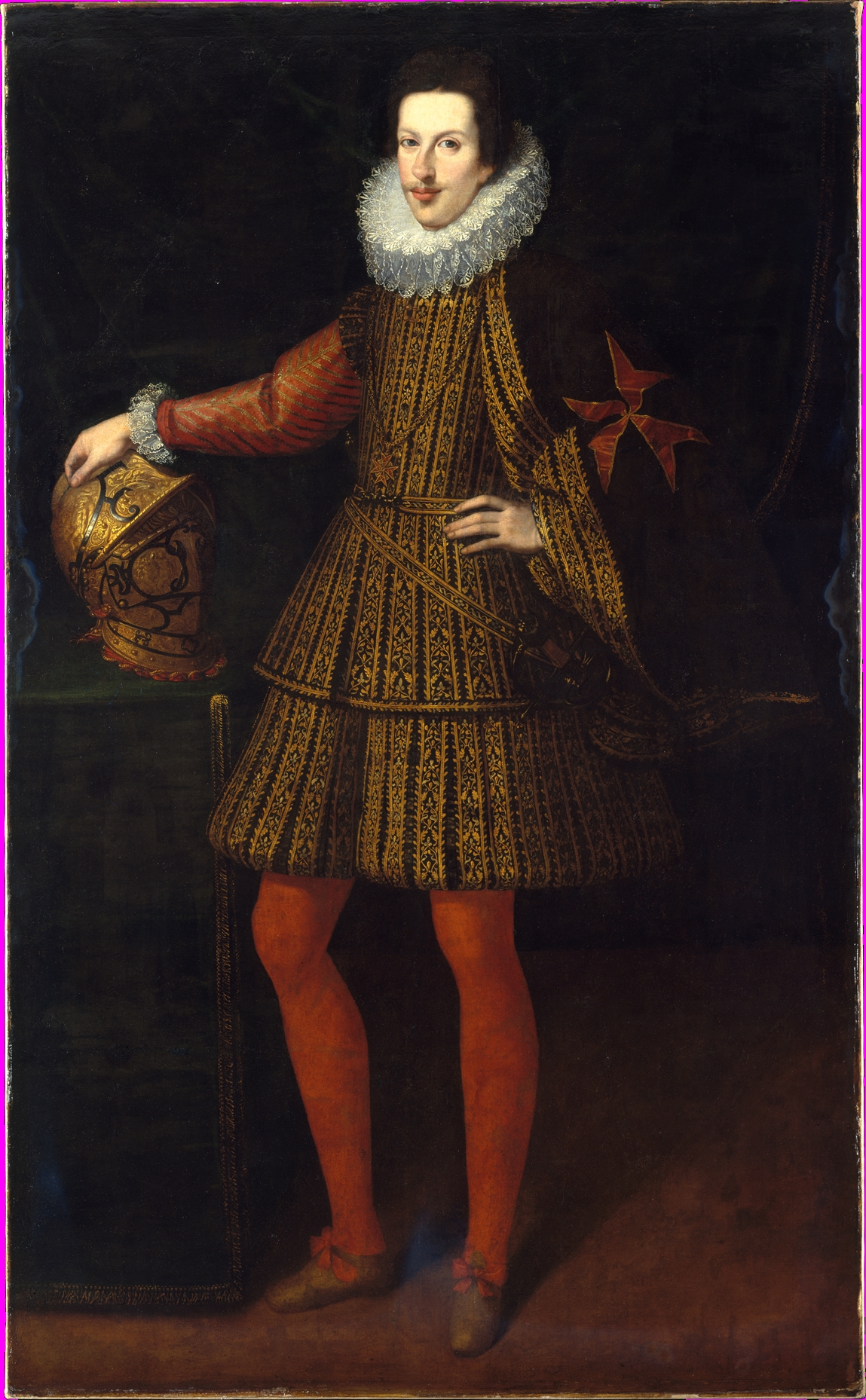
Justus Sustermans, portret Kosmy II Medyceusza
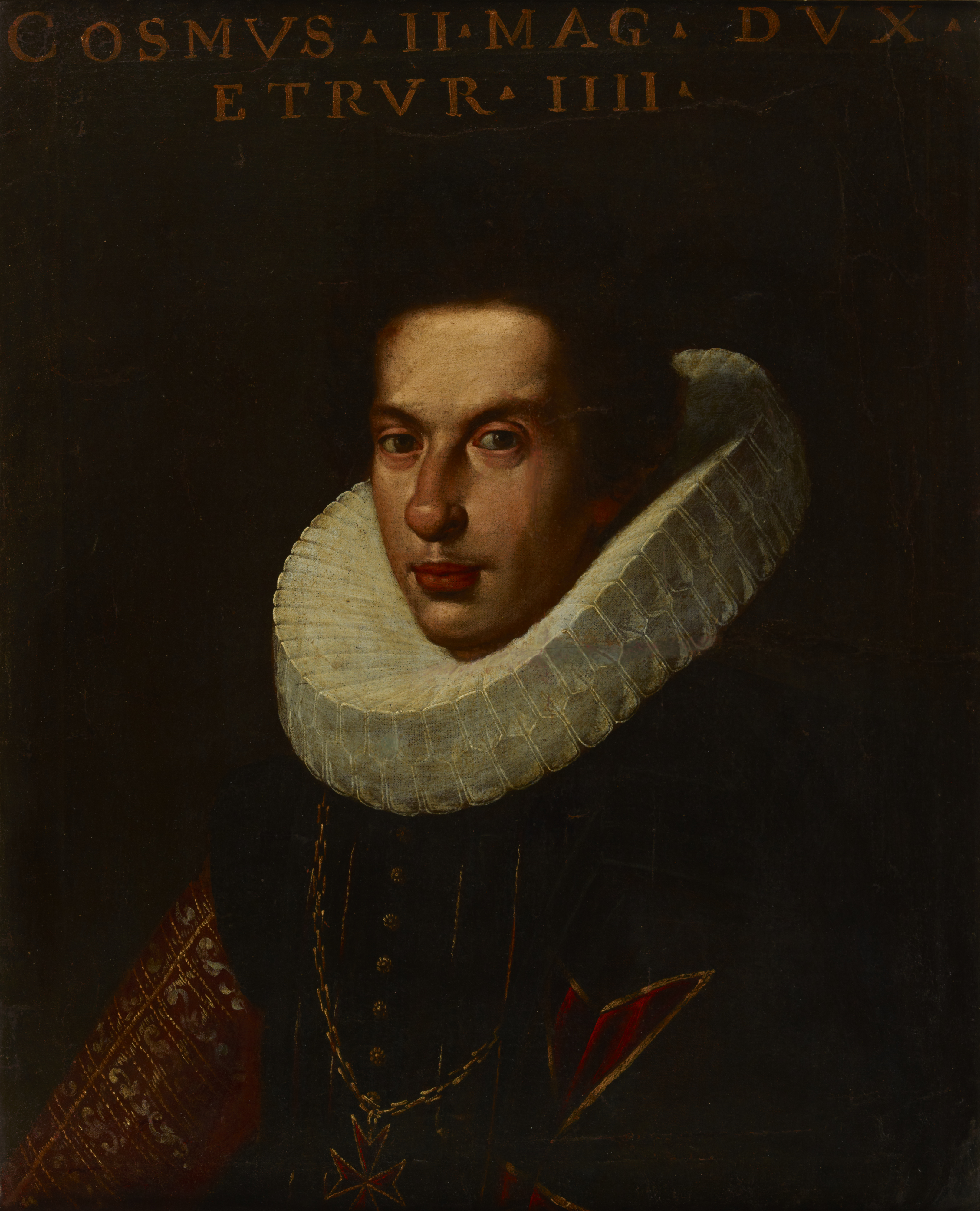
autor nieznany, portret Kosmy II Medyceusza, Muzeum Narodowe w Krakowie